# Congresso Mondiale delle Famiglie
Il Congresso Mondiale delle Famiglie (dall'inglese World Congress of Families) è un'organizzazione statunitense cristiana. Essa si prefigge il compito di unificare, a livello internazionale, molti gruppi e realtà differenti con lo scopo di portare avanti delle istanze comuni di stampo conservatore.
Nel febbraio 2014 il Southern Poverty Law Center (organizzazione legale americana, senza fini di lucro, impegnata nella tutela dei diritti delle persone) ha incluso il Congresso Mondiale delle Famiglie nella lista dei gruppi d'odio dopo il sostegno dell'organizzazione alla legge russa sulla propaganda gay del 2013 e alla criminalizzazione dell'omosessualità in Uganda.

## Storia

### Nascita
Allan C. Carlson, storico ed ex funzionario dell'amministrazione Reagan, era, poco prima di fondare il gruppo, il presidente del "Centro Howard per la famiglia, la religione e la società". Allan ipotizzò, assieme ai sociologi russi Anatoly Antonov e Viktor Medkov, che la crisi demografica occidentale era correlata alla rivoluzione sessuale e femminista e con lo scopo d'invertire il "trend negativo" avviò, nel 1997, il Congresso Mondiale delle Famiglie sulla base dell'articolo 16 comma 3 della Dichiarazione universale dei diritti umani che afferma: "La famiglia è l'unità di gruppo naturale e fondamentale della società e ha diritto alla protezione da parte della società e dello stato". Secondo lo statuto lo scopo è quello di: "difendere la posizione della famiglia tradizionale in un momento di erosione della vita familiare e del declino dell'apprezzamento per le famiglie in generale". La coalizione definisce la famiglia naturale: "l'unione di un uomo e una donna in un'alleanza permanente suggellata col matrimonio".
La Human Rights Campaign ha definito il gruppo come: "uno dei più influenti in America che promuove e coordina l'esportazione di bigottismo, ideologia e legislazione anti-LGBT all'estero" e ha affermato che le loro conferenze internazionali comprendono "gli attivisti più marginali impegnati nell'avversione delle persone LGBT". Il Congresso Mondiale delle Famiglie e i suoi gruppi affiliati si sono impegnati in battaglie specifiche contro gli omosessuali sostenendo la criminalizzazione dell'omosessualità in Uganda e le leggi contro la "propaganda omosessuale" in Russia e in Nigeria.

### Evoluzione
Sebbene, inizialmente, il gruppo sia nato come un nucleo di militanza non particolarmente radicato il progetto ha subito, nel corso della sua storia, diverse evoluzioni. Tra le più importanti riscontriamo quella avvenuta nel 2009, quando il Congresso incominciò a ottenere l'appoggio ecclesiastico, e quella del 2012, quando i congressi divennero annuali e l'organizzazione incominciò ad allargarsi alleandosi a molteplici realtà locali con lo scopo d'influenzare i governi di diversi paesi.
Sebbene la sua matrice sia cristiana, il gruppo ha al suo interno componenti ebraiche e musulmane.

### In Italia
In relazione alla conferenza del 2019 di Verona il Congresso Mondiale delle Famiglie ha generato molte proteste sia per le istanze del gruppo sia per le molteplici dichiarazioni e posizioni di molti relatori espresse antecedentemente tra cui:
- La scrittrice italiana Silvana De Mari: «Il sesso anale è un gesto di violenza e di sottomissione al punto tale che viene fatto nelle iniziazioni sataniche [...] il satanismo, che purtroppo non sono due stressati strafatti iper-tatuati che sgozzano capretti nei casolari, nei piani alti ha delle precise cerimonie d'iniziazione dove questa roba qui c'è sempre,  ne ha fatto una Angelina Jolie»[18][19]
- Il Presidente della "Commissione patriarcale per la famiglia e la maternità" e membro del Consiglio supremo della Chiesa ortodossa russa Dmitri Smirnov: «Ci siamo separati da loro (con riferimento agli omosessuali) come dalla peste, perché è contagiosa»[20][21] e «Chi sostiene l’aborto è un cannibale, bisogna spazzarli via dalla terra»[22][23]
- Il Presidente moldavo Igor Dodon: «Non ho mai promesso di essere il presidente degli omosessuali, avrebbero dovuto eleggere il loro presidente»[24][25]
- La parlamentare ugandese Lucy Akello: «Sostengo la mozione che prevede la pena di morte per il reato di omosessualità aggravata e chiedo ai miei colleghi di fare lo stesso con forza»[22][26][27]
- Il Presidente dell'"Organizzazione Internazionale della Famiglia" Brian Brown: «L’omosessualità è degradante per la natura umana. Essere gay distrugge il senso stesso dell’essere umani»[22]
- Il fondatore stesso del "Congresso Mondiale delle Famiglie" Allan C. Carlson: «Le deviazioni dal comportamento sessuale naturale non possono davvero soddisfare lo spirito umano»[18][8]
- L’ambasciatore russo del "World Family Congress" presso l’Onu Alexey Komov: «Trovo ridicolo parlare di omofobia, nel caso vi sarebbe semplice avversione verso certi stili di vita tipici dei gay» e «la soluzione per educare bene i propri figli e proteggerli da internet e media è l’homeschooling, cioè studiare a casa con i propri genitori per passare ai bambini e ai ragazzi valori sani e cristiani»[28] e «Noi abbiamo avuto questa ondata distruttiva molto prima (nel 1920) sotto Trotsky (l’Unione Sovietica è stato il primo paese a legalizzare l’aborto e il divorzio. Il concetto di amore libero è stato predicato e praticato dalla signora Kollontaj, e l’omosessualità è stata depenalizzata allo stesso tempo). Ma sotto Stalin, tutte queste cose sono state rimosse e il buon senso (su queste tematiche) e il pragmatismo hanno nuovamente prevalso»[29]
- Il Presidente dell’"International Organization for the Family" Brian Brown: «Le pulsioni omosessuali si possono riparare (in riferimento alle terapie di conversione)»[28][8], accusò nel 2016 l'allora presidente americano Barck Obama di voler «normalizzato la pedofilia».[23]
- Il Presidente del "Foundation for African cultural Heritage" Theresa Okafor: «Il preservativo è una trappola, esportata in Africa per soffocare la vita»[22]
- La Presidente e Fondatrice dell'associazione croata "Per conto della famiglia" Željka Markić: «Preferirei dare mio figlio all'orfanotrofio piuttosto che in adozione a una coppia dello stesso sesso»[30], si oppose anche opposta alla ratifica da parte della Croazia della Convenzione di Istanbul (la convenzione del Consiglio d'Europa sulla prevenzione e la lotta contro la violenza nei confronti delle donne e la violenza domestica).[18]
- Il Professore di diritto e servizio comunitario presso la Fowler scuola di legge a Chapman University John Eastman: «Prevedeva (la legge) l'ergastolo per omosessualità aggravata, [.....] e poi la prigione per i gruppi che consigliano alle persone di praticare l’omosessualità. La Corte Suprema ugandese ha invalidato la legge, ma solo per motivi tecnici: non c'era stato il quorum. Sospetto che tornerà e spero che ritorni in breve tempo».[31]

A causa di queste posizioni emerse poco prima dell'evento il premier Giuseppe Conte chiese di ritirare il patrocinio del governo al congresso precedentemente assegnato dal ministro delle politiche familiari Lorenzo Fontana che ottemperò, dopo molte sollecitazioni, alla richiesta sostituendolo con quello del suo ministero di competenza. Nonostante la revoca governativa i patrocini della provincia di Verona, della regione Veneto e della regione Friuli-Venezia Giulia rimasero.

## Strategia comunicativa
Secondo alcuni analisti il gruppo dissimula la propria posizione presentandosi come un'organizzazione perseguitata vittima delle fake news e delle rivoluzioni culturali che vogliono censurarli e discriminarli. Con il tempo il congresso si è allontanato dal tipico linguaggio degli antiabortisti per abbracciarne uno più vicino a quello dei diritti umani, pur mantenendo le stesse posizioni, con lo scopo di dare una maggior validità agli stessi argomenti.

## Posizioni

### Diritti LGBT
I gruppi che aderiscono al progetto si sono schierati contro qualsiasi diritto per le persone LGBT dichiarando la loro totale contrarietà a qualsiasi riconoscimento e tutela, all'adozione da parte delle coppie omogenitoriali e alla riassegnazione di genere per le persone transgender, dichiarandosi al contempo favorevoli al divieto della "propaganda omosessuale" e alla criminalizzazione degli omosessuali.

### Gravidanza
Il gruppo si dichiara anti-abortista proponendo la criminalizzazione dell'aborto e della surrogazione di maternità.

### Divorzio
Il gruppo si oppone all'istituto del divorzio ritenendo che esso sia parte del "declino familiare".

### Religione
Agli albori il gruppo sosteneva che una "cultura familiare basata sulla religione" era il "fondamento necessario per la vita delle famiglie".

## Controversie

### Studi manipolati
Il gruppo si è visto partecipe di finanziamenti a controversi studi di parte, affini alle tematiche sostenute, con lo scopo di dare una base più solida alle proprie posizioni. Un esempio fu lo studio del 2011 redatto da Mark Regnerus che cercava di correlare le cure parentali di famiglie omogenitoriali a un peggioramento dello sviluppo psicoaffettivo dei bambini. Poco prima di essere screditata la ricerca fu usata in Russia per far passare una legge che aveva lo scopo di privare le persone LGBTQ dei loro diritti genitoriali.

### Affermazioni pseudoscientifiche
In affinità alle proprie posizioni anti-abortiste il gruppo ha cercato di associare l'aborto a enormi problemi di salute (esagerando sulle conseguenze della pratica) arrivando anche a collegarlo a una maggior incidenza del tumore al seno (nonostante i molteplici studi scientifici antecedenti che avevano già smentito la cosa).
In riferimento all'omosessualità, le affermazioni di Silvana De Mari sono state commentate dal Presidente dell'Ordine dei Medici di Torino: "diciamo che la sua posizione non è nel perimetro delle conoscenze scientifiche". Altre affermazioni e riferimenti a definizioni cliniche obsolete e ideologiche hanno sollevato diverse reazioni.

### Teorie del complotto
Il gruppo ha dichiarato un nesso, mai comprovato, tra il matrimonio egualitario e l'aumento della pedofilia. Ha anche sostenuto l'esistenza della teoria del complotto sul gender per "l'indottrinamento nelle scuole portato avanti dalle persone LGBT" in relazione a una "diabolica filosofia marxista".

### Finanziamenti
Il gruppo gode per la maggior parte di donazioni provenienti da soggetti vicini al governo russo e per questo è accusato di essere una testa di ponte da parte del suddetto governo per influenzare le politiche sociali russe e di altri paesi.

## Conferenze
| Edizione | Luogo                                 | Anno              |
| -------- | ------------------------------------- | ----------------- |
| I        | Praga, Repubblica Ceca                | 1997              |
| II       | Ginevra, Svizzera                     | 1999              |
| III      | Città del Messico, Messico            | 2004              |
| IV       | Varsavia, Polonia                     | 2007              |
| V        | Amsterdam, Regno dei Paesi Bassi      | 2009              |
| VI       | Madrid, Spagna                        | 2012              |
| VII      | Sydney, Australia                     | 2013              |
| VIII     | Mosca, Russia                         | 2014 (cancellato) |
| IX       | Salt Lake City, Stati Uniti d'America | 2015              |
| X        | Tbilisi, Georgia                      | 2016              |
| XI       | Budapest, Ungheria                    | 2017              |
| XII      | Chisinau, Moldavia                    | 2018              |
| XIII     | Verona, Italia                        | 2019              |
| XIV      | Città del Messico, Messico            | 2022              |

## Galleria d'immagini

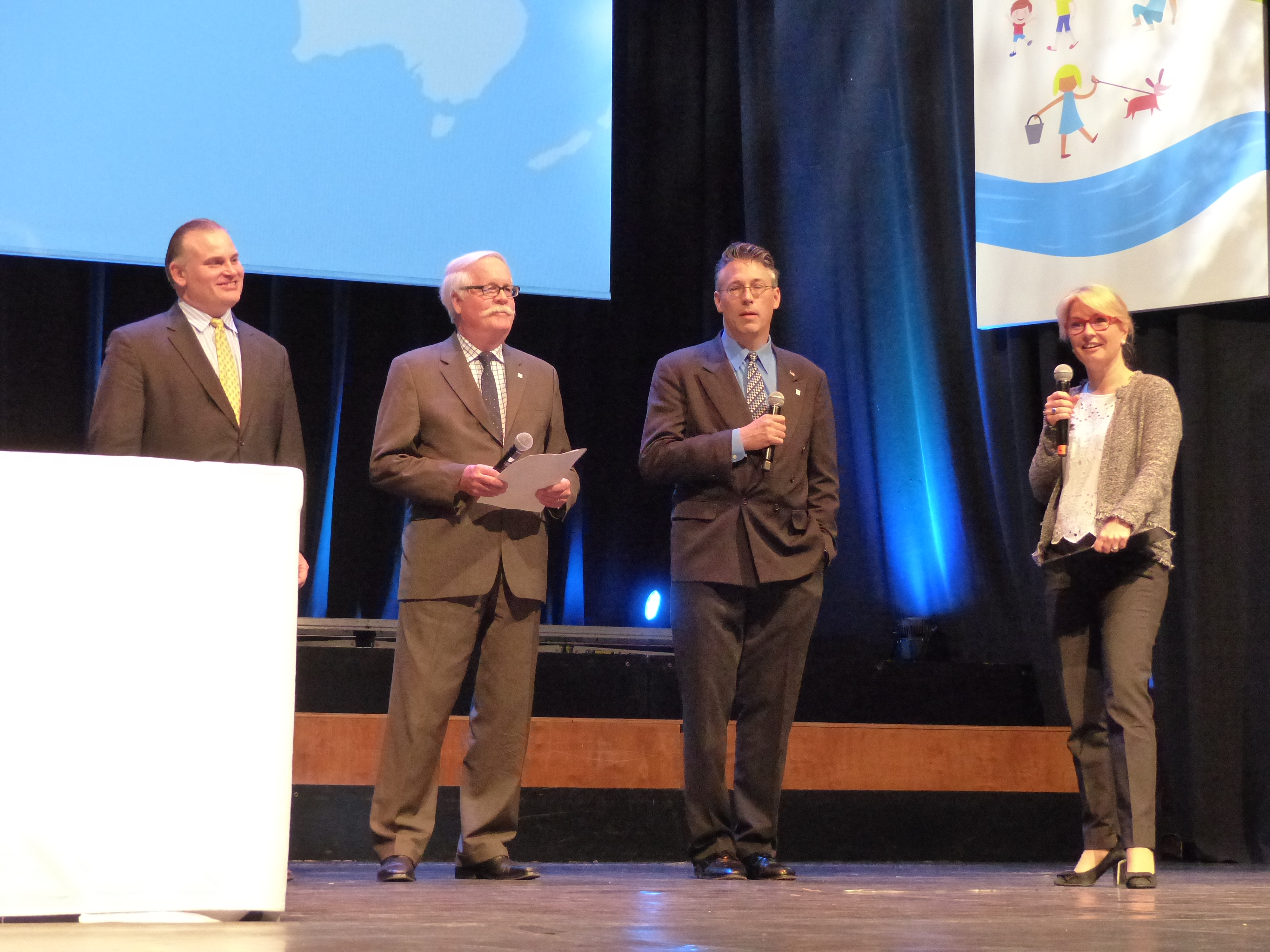
Larry Jakobs, Brian Brown, Allan C. Carlson - World Congress of Families XI
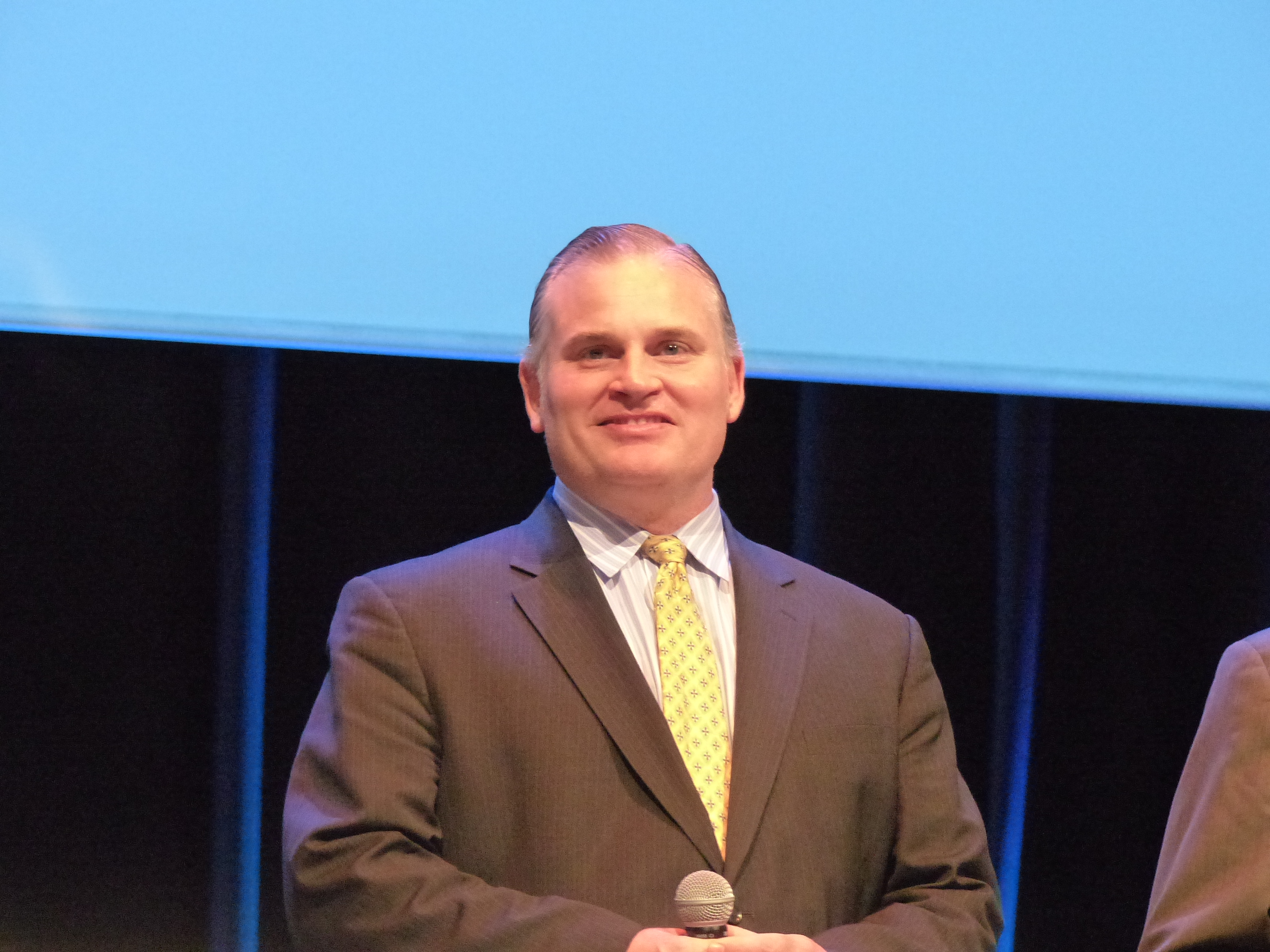
Brian Brown
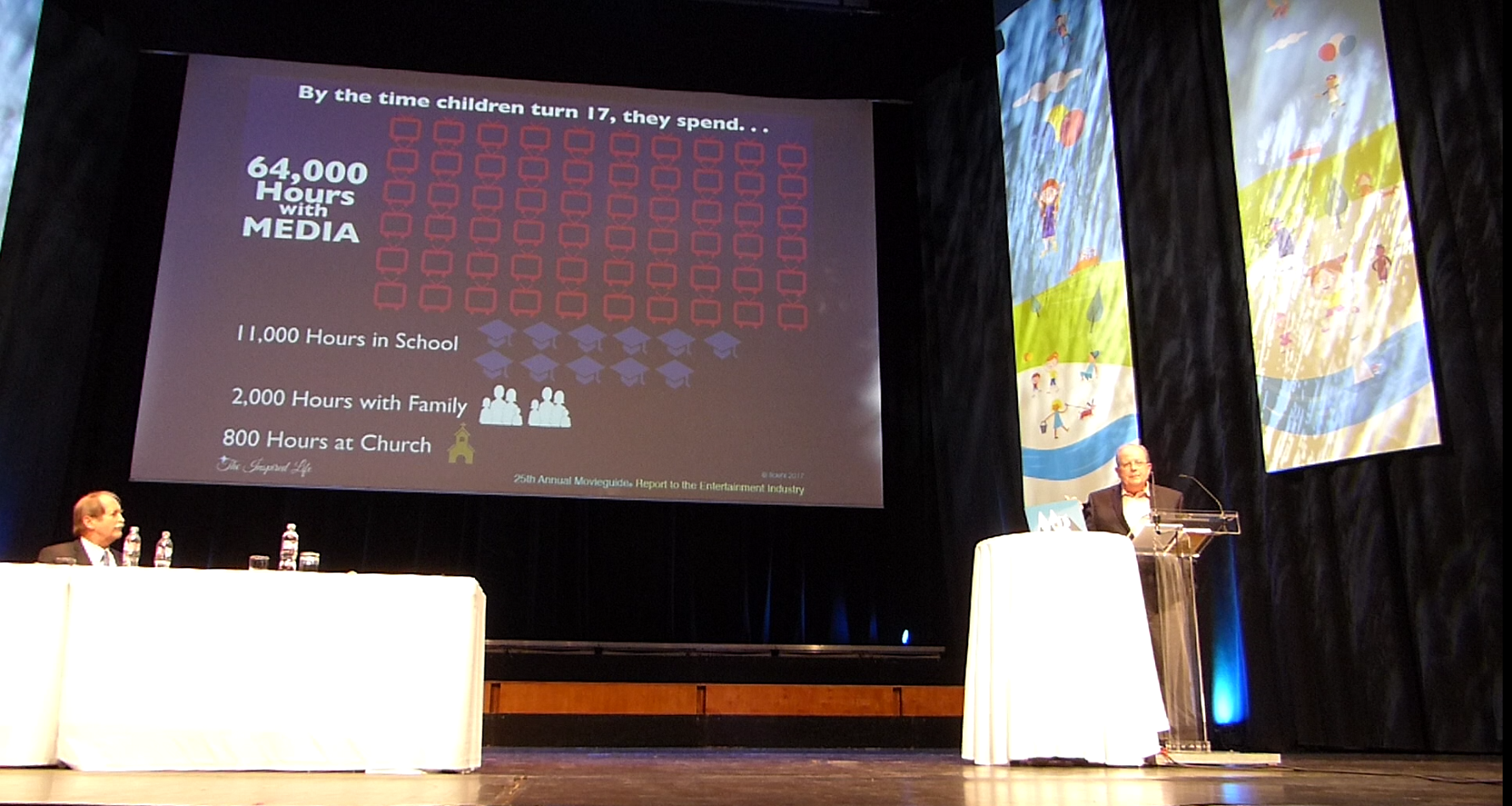
Ted Baehr
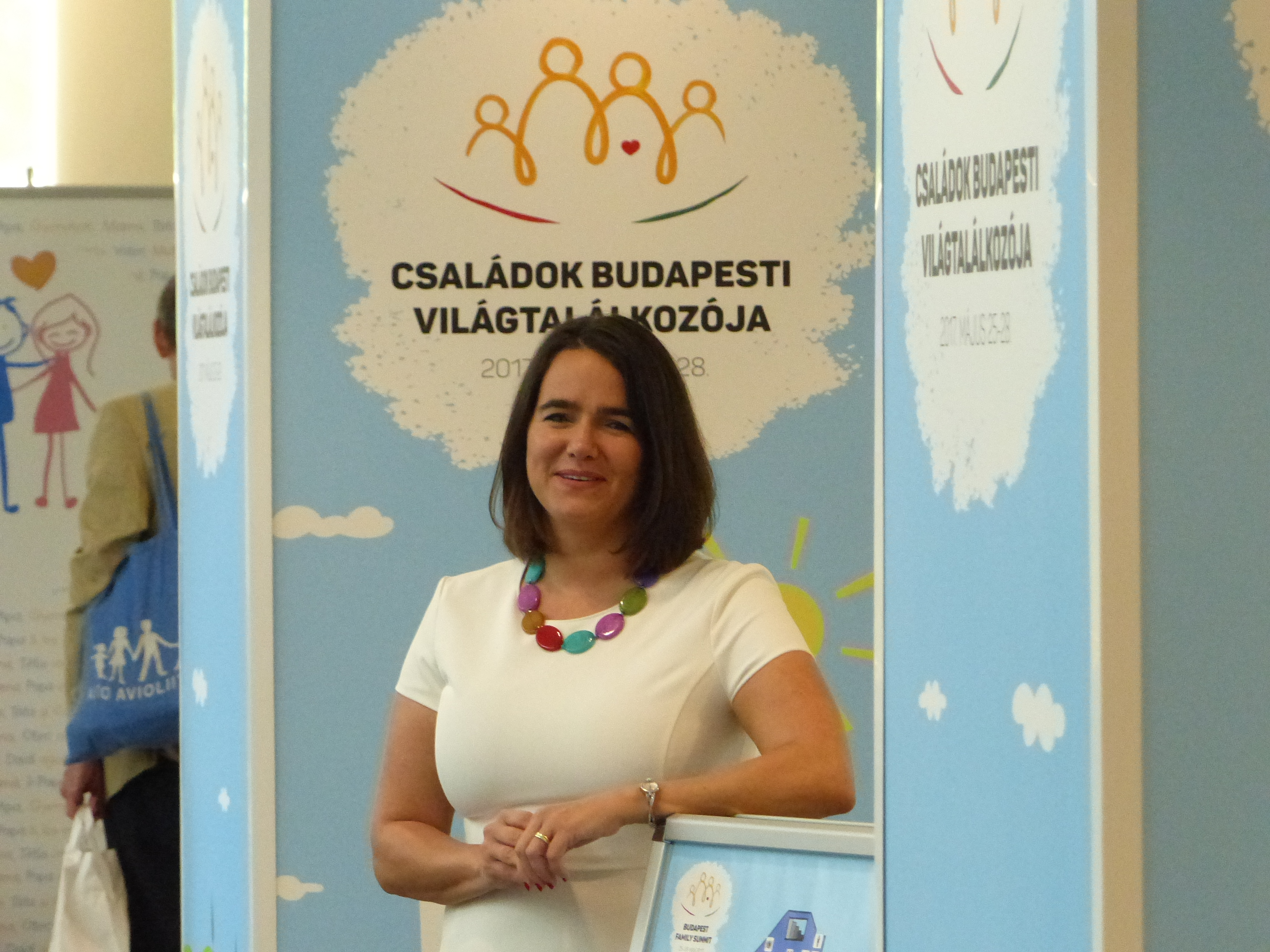
Novák Katalin
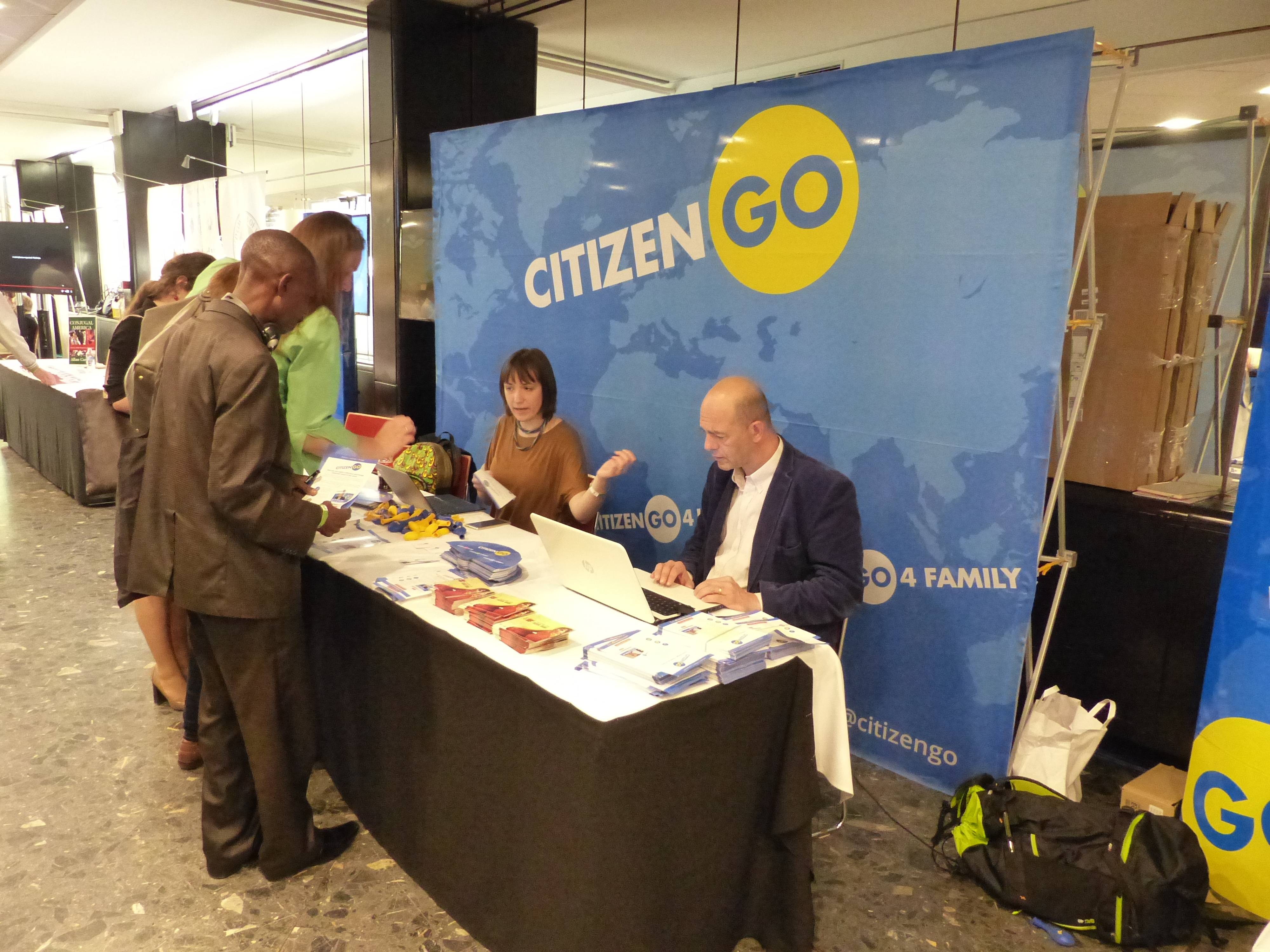
CitizenGo
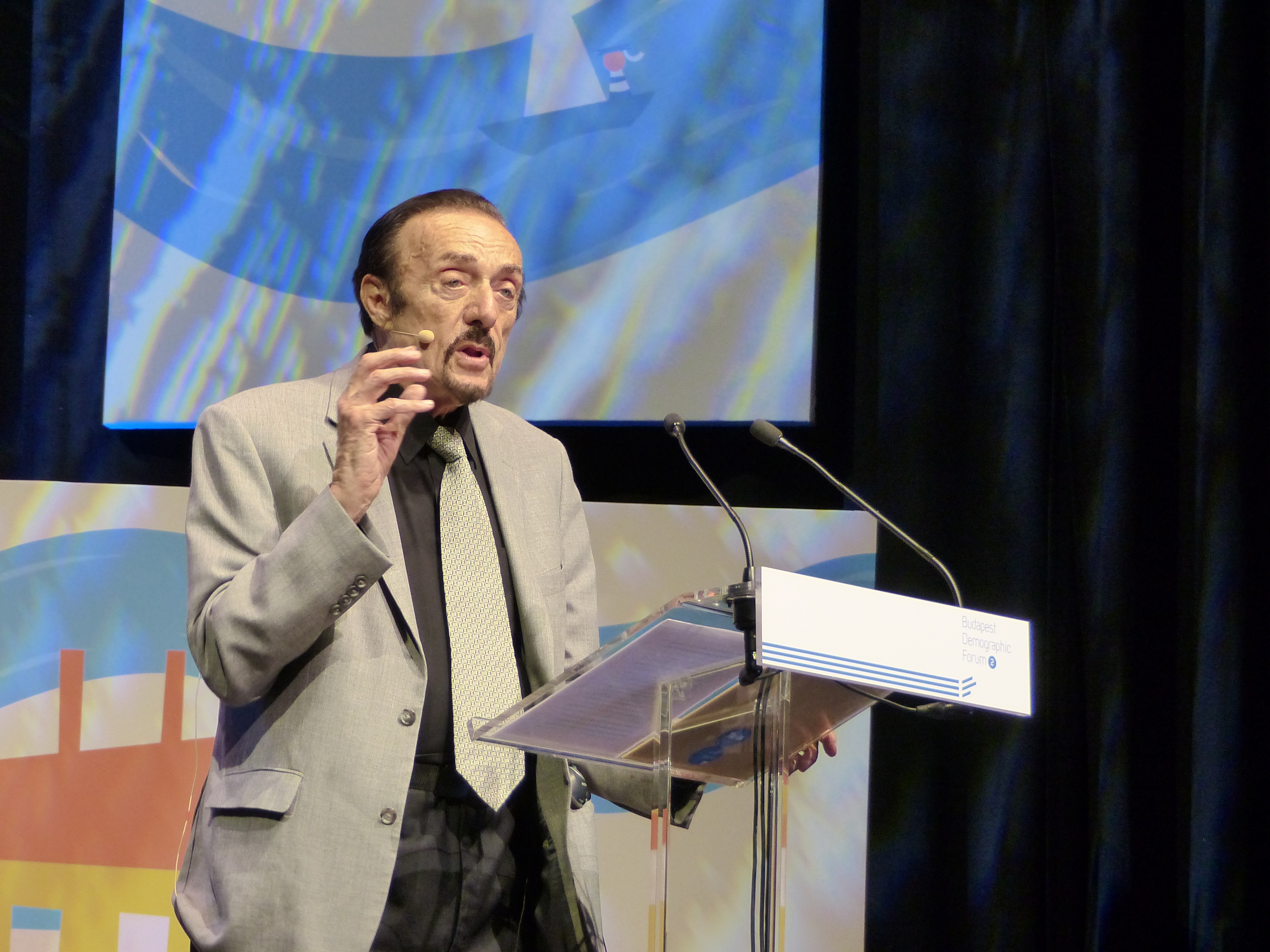
Philip Zimbardo
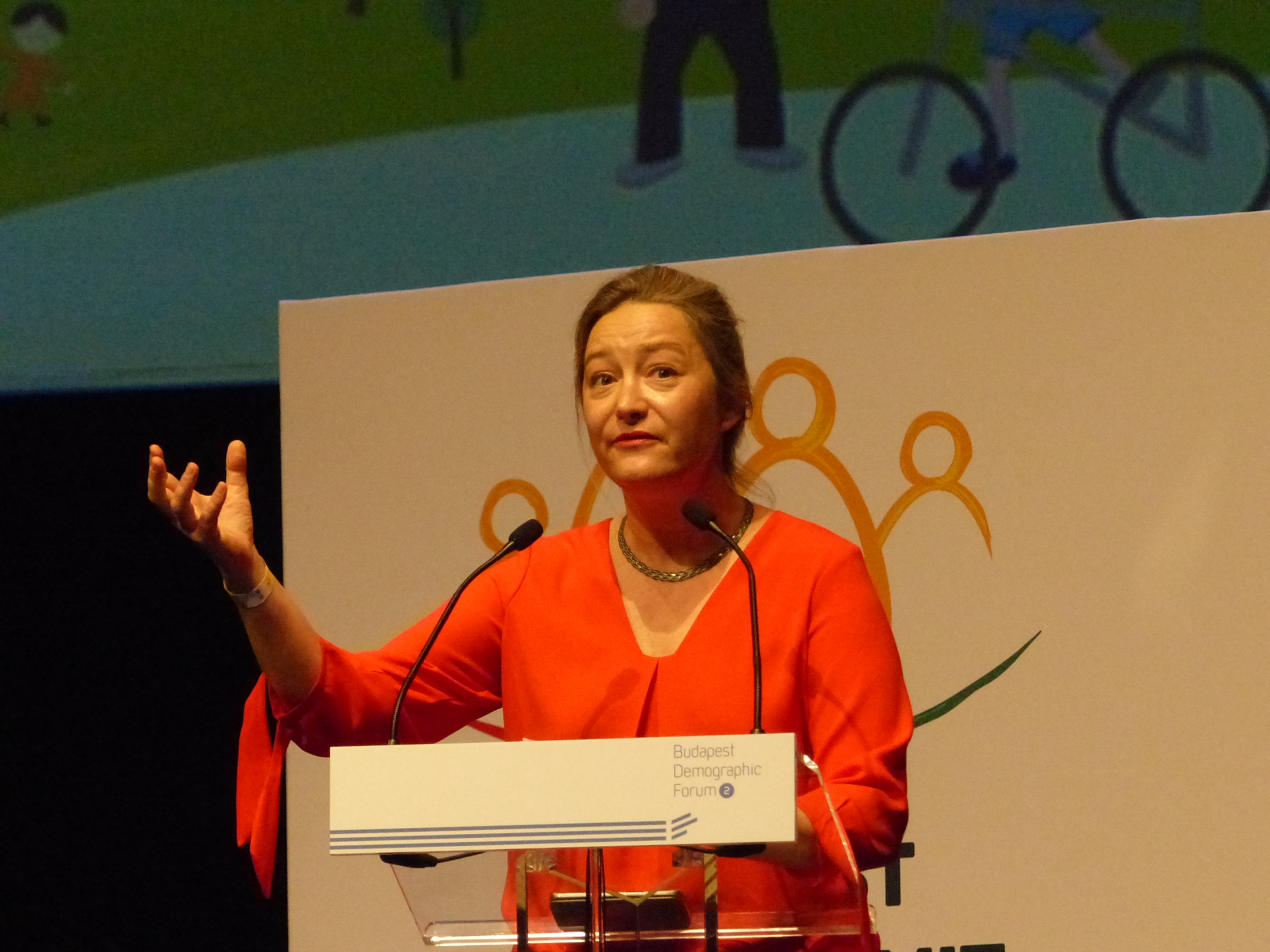
Ludovine de La Rochère